# 海研五號
海研五號（英語：RV Ocean Researcher 5）是台灣第四艘海洋研究船，為2,700噸級，全長72.6公尺，寬15.4公尺，最大航速12節，續航力達50天，航程可達1萬3,000浬。全船由台灣設計建造，其建造經費達新台幣17.9億元，有18名船員及30名研究員，是台灣擁有噸數僅次於中華民國海軍達觀號海洋測量艦之次大噸位研究船，隸屬於國家實驗研究院台灣海洋科技研究中心。
2011年舉行下水典禮，開始執行研究任務。2014年3月於台灣北方預定海域作業時，發生海研五號與海上保安廳衝突事件，同年10月10日，在澎湖外海因海難觸礁沉沒。

## 大事記
2003年
- 9月：依行政院國家科學委員會指示，「新建海洋研究船工作小組」成立。[2]

2008年
- 9月：國家實驗研究院「台灣海洋科技研究中心」成立，簡稱「海洋中心」。
- 12月：中信造船得標承造。

2010年
- 1月26日：開工典禮。

2011年
- 1月：主發電機安裝。
- 2月：震測用空壓機安裝。
- 3月：主推進馬達運抵。
- 4月：船頭吊裝、前桅桿、深海絞機與艏側推進器安裝。
- 5月：推進系統、軸系看中、推進馬達與中間軸、車葉與舵板安裝、聲納音鼓安裝、船艉A架安裝。
- 6月10日：下水典禮（隨即將船體拖移至順榮廠碼頭繼續後續工程）。立法院長王金平夫人王彩蓮應邀擲瓶啟動下水典禮。
- 7月：溫鹽深海絞機吊裝。
- 8月：工作艇廠試、考試委員參訪。
- 9月：發電機啟動測試。
- 10月：發電機試運轉。
- 11月：摺疊伸縮式（大中小）吊車安裝。
- 12月：航儀系統安裝。

2012年
- 1月：科學儀器安裝。
- 2月：廠試及公試。
- 3月：科學儀器測試。
- 6月：ROV測試、驗收交船準備。
- 7月：海研五號正式交船。
- 8月10日，宣佈正式交船啟用。[3][4]

2014年
- 3月29日，在宮古島附近台日重疊經濟海域進行研究時，遭日本海上保安廳巡視船及飛機跟蹤並被鳴笛警告驅離。由於《台日漁業協議》適用範圍並未包含漁船以外的研究用船舶，故發生此事件。[5]
- 10月9日，海研五號ORV1416航次計畫為台灣海洋大學所執行之行政院環保署委辦海域大氣粒狀污染物監測及傳輸模擬先導計畫，由台灣海洋大學、中研院、陽明大學、雲林科技大學、成功大學、台灣檢驗科技公司、國家實驗研究院台灣海洋科技研究中心及颱洪中心所組成之探測團隊，排定在台灣北部及金馬海域進行為期8天探測作業。目的在對大氣粒狀污染物監測與採樣、海水與沉積物採樣、海洋與大氣垂直剖面高空氣象及垂直拖網作業，以了解海域大氣粒狀污染物概況及模擬其傳輸過程。原本要在9月間作業，惟前後受海鷗、鳳凰二個颱風影響，曾二度出海又返港避颱，第三度出航於103年10月9日自台南安平港出海，由中研院研究員許世傑博士領隊。
- 10月10日，途中因颱風外圍環流，再加上風暴潮所造成之強風以及巨浪而折返，下午五時許，行經澎湖龍門外四海里處時，遭逢風勢，船隻觸礁沈沒，2人命喪大海[6]。
- 11月26日，交通部評估，以「恐影響航行安全及污染海洋」之理由，於日前行文台灣海洋科技中心，規劃船體打撈計畫[7]。

2015年
- 2月25日，召開首次會議「海研五號海事評議會會議」。已確立事故過程與責任釐清，均指向「人為疏失」[8]。
- 3月25日，召開二度評議會議，主要為比對同月5日水下攝影影像結果與相關文字之修整。
- 10月11日，監察院糾舉科技部、交通部，明文「科技部在規劃此「科技船」時，早於需求規範書上，已述明作業船員預計30員額之需求，但卻沒周延考慮船舶法令的規定，輕率以「貨船規格」來設計，雖於後已領有貨船安全構造及設備等相關證書，但仍然有違於中華民國船舶法「乘客超過12人，須歸類為客船」之規定，明顯有缺失[9]。同案並述明糾舉交通部 怠於修整相關「船舶法」及「客船管理」規則，亦未能及時制定「海洋研究船」其管理規章，導致早先的「海研一號」及現行「海研五號」在表面上，雖符合中華民國的法規中，對於相關「客船」之釋義。但在現實上，卻只能以「貨船」名義與標準來執行科研任務[10]，在一連串失職下，終於釀禍。
- 10月14日，國家實驗研究院院長羅清華同日提出說明「交通部航港局要求台灣海洋科技研究中心在2016年8月以前，完成海研五號的"移除"，他們會積極達成目標。」 [11]。

## 海難與後續
2014年10月10日，前往金門任務途中因颱風黃蜂之外圍環流，再加上農曆九月十五風暴潮所造成之強風以及巨浪而折返台灣，下午五時許，行經澎湖龍門外四海里處時，遭逢九級風勢，船隻疑似觸礁，右舷傾斜船艙進水發出遇險訊號，船體故障失去動力，不但如此，連三台備用發電機都失效，由於海象惡劣，立即發出求救訊號。當晚9時30分，其於澎湖縣湖西鄉龍門外海觸礁沉沒。海軍4艦、海巡署5艦2運輸機、國搜中心2架直升機全力搜救，船上45人全部獲救。送醫後有2人宣告不治，另有25人受傷。死者為中央研究院環境變遷研究中心研究員許世傑博士，以及國家實驗研究院台灣海洋科技研究中心研究員林怡君。此事件除了學術上的損失以外，對台灣的軍事來說也是重大損失。海研系列也支援過各種軍民搜索、救援和採樣行動，特別是海研五號，更是增加了追蹤觀測、分析飛彈飛行軌跡的功能，使之成為唯一的飛彈觀測船。甚至有陰謀論者認為該船設計本不該觸礁，是遭到中共間諜破壞，才會輕而易舉的沉沒。10月11日，交通部航港局表示，海研五號的船載航程資料記錄儀已偵知於水深40公尺的船體內，但因近日海象不佳，預估打撈週期最快也約需15日。但至2019年，海研五號仍未完成打撈，5年來，船體經洋流沖擊，除主體外，已分解成8塊殘骸。後來由「海歷145號」工作船打撈出水的2塊殘骸，因為臨時停靠馬公港而曝光，分別是海研5號的桅杆、煙囪部分。
澎湖船難後，新造的勵進號以及未來預定由台灣自建的3,000噸級新船，將取代海研五號，經歷一番波折後，於2018年5月23日，勵進研究船正式啟用。

## 人員
- 人員配置：船員18人，研究員30人。[24][25]當事人員如下，
- 船長:   黃余發。[26]
- 大副:   林家威。[26]
- 二副：江政育。[27]
- 三副：沈禧宴。
- 三副：陳雅琴。
- 輪機長：許祖雄
- 大管輪：洪義傑
- 管輪：陳家明
- 管輪：陳寬穎
- 管輪：吳啟綜
- 水手長：葉啟田
- 幹練水手：Ramadhan
- 水手：劉邦晟
- 機匠：Myat Min Htet
- 機匠：Rizqon
- 機匠：Swedy Saupadang
- 大廚：賴長正
- 廚工：李庚虎
- 研究人員：林嘉向、許世傑、游婉玲、林元義、鄧勝元、劉芷芸、林佳儒、黃昭豪、林順信、陳馥韻、徐開炫、徐瑋廷、沈振宇、翁英明、陳重方、鍾曉緯、連勝凱、謝旻罡、掌勝文、鄭聖達、許家綸、黃紹欽、黃俊傑、陳柏豐、林怡君、張旭光、郭耿耀。

## 設備
- X-Band 雷達
- 氣象與海洋遙測衛星資料接收系統
- 測波雷達
- 水下聲波定位系統
- 都卜勒海流剖儀
- 深／淺海單音束廻聲聲納系統
- 三波段魚探機
- 溫鹽深儀與量測模組
- 深／淺海多音束廻聲聲納系統：可精密測繪海床地形地貌（3D立體構造）及解析地構造。[28]
- 岩心採樣儀
- ROV遙控無人載具
- 多頻道震測系統
- 多層式浮游生物採集網
- 側掃聲納系統
- 海底訊號詢答機航海系統
- 海氣象錨碇觀測

## 相關任務
預計任務：觀測臺灣周邊海底地震狀況，亦會於核電廠附近深海區域透過聲納監測海底斷層，未來亦有探尋新能源之重責。
- 2012年8月10日：正式交船啟動，將接手「媽祖計畫」護衛任務[30][31]。

首航任務「南海海域之探勘」
- 2013年2月18日，自臺南安平港出發（預計探勘週期19天）。
- 發現：於東沙南方海域震測出其蘊藏天然氣水合物，於2013年3月13日發表探勘成果[32][33]。